# Sofia Lluïsa de Württemberg
Sofia Lluïsa de Württemberg - Sophie Luise von Württemberg (alemany)- (Stuttgart, 19 de febrer de 1642 - Bayreuth, 3 d'octubre de 1702) Era filla del duc Eberhard III (1614-1674) i d'Anna Caterina de Salm-Kyrburg (1614-1655). El 8 de febrer de 1671 es va casar a Stuttgart amb Cristià II de Brandenburg-Bayreuth (1644-1712), membre de la Casa de Hohenzollern i fill d'Erdmann August de Brandenburg-Bayreuth (1615-1651) i de Sofia de Brandenburg-Ansbach (1614-1646). El matrimoni va tenir sis fills:
- Cristiana Eberhardina (1671-1727), casada amb Frederic August I de Saxònia (1670-1733).
- Elionor Magdalena (1673-1711), casada amb Hermann Frederic de Hohenzollern-Hechingen (1665-1733.
- Clàudia Elionor (1675-1676).
- Carlota Emília (1677-1678).
- Jordi Guillem (1678-1726), successor del seu pare com a marcgravi de Bayreuth, casat amb Sofia de Saxònia-Weissenfels (1684-1752).
- Carles Lluís (1679-1680).